# 有话好好说
《有话好好说》是1997年由中国导演张艺谋执导的喜剧片，根据述平所著小说《晚报新闻》改编。姜文、李保田和瞿颖主演。

## 剧情
二手書商赵小帅的女友安红變心，与某娱乐公司的老板刘德龙谈上了恋爱，但被抛弃的赵小帥仍然狂热地追求安红。刘德龙找人去打赵小帥，赵小帥在混乱中抢过路人张秋生的背包充當武器，结果包内的笔记本电脑被砸得粉碎。受伤后的赵小帥发誓要給刘德龙好看，而张秋生则要求小帅赔偿自己的电脑。
后来，张秋生通过游说希望通过谈判解决刘与赵的纠纷问题，刘德龍同意支付5万元钱赔偿给赵小帥，其中包括张秋生电脑损失的1.36万元。赵与张两人进饭店等待刘德龍到来的过程中，赵小帥拿出一把他携带的菜刀，他说准备要剁掉刘德龍的一只手。张秋生怕赵小帥闯下大祸，就使劲劝说他不要冲动，但赵小帥决心已定，于是张秋生想装疯引来警察，但却被赵小帥捆在了酒店楼上的倉庫。赵小帥与刘德龙见面后，正准备拿出刀剁掉刘德龍的一只手的时候，却被天花板下的音箱掉下来（张秋生与厨师二人在楼上的扭打所致）将刘德龙砸伤，即被送到医院，这导致赵小帥的计划宣告失败。可是，张秋生却陷入了疯狂的状态要砍殺侮辱他的厨师，下場則得到了治安拘留七日的处罚。
拘留出来后张秋生得到赵小帥派人转交给他的信件，信中很感激张秋生的良苦用心，意味着两人建立了亲密的友谊，而张秋生也准备坐车去看赵。

## 角色
- 姜文 饰演 赵小帅
- 李保田 饰演 张秋生
- 瞿颖 饰演 安红
- 刘信义 饰演 刘德龙
- 葛优 饰演 派出所民警 去拘留所贖兩位主角的警察
- 李雪健 饰演 出租车司机
- 甜甜 饰演 女服务员
- 张艺谋 客串 民工甲 收廢品商
- 杜旭東客串 民工乙 小個兒
- 赵本山 客串 民工丙 大聲公幫腔
- 方青卓客串 餐廳客人 大姐
- 陳曉花 餐廳服務員
- 尤勇 飾演 餐廳客人甲
- 傅彪 飾演 餐廳客人乙
- 梁冠華 饰演 餐廳經理
- 李琦 饰演 餐廳廚師

## 电影歌曲
歌手臧天朔创作演唱的爱到永远
北京琴书艺人关学曾专门为电影创作的琴书有话好好说
姜文吼唱的姑娘十八一朵花